# Sherman County (Texas)
Sherman County je okres na severu státu Texas v USA. K roku 2010 zde žilo 3 034 obyvatel. Správním městem okresu je Stratford. Celková rozloha okresu činí 2 391 km².